# Reichshammerbund
La Liga del Martillo del Reich (en alemán: Reichshammerbund) fue un movimiento antisemita alemán fundado en 1912 por Theodor Fritsch.

## Historia
Basada en El Martillo, una revista fundada por Fritsch en 1902, la Liga argumentó que las influencias judías habían contaminado a Alemania y trató de argumentar que su racismo tenía una base en la biología. El objetivo del grupo era coordinar las actividades de las muchas pequeñas organizaciones antisemitas activas en ese momento y reunir la mayor cantidad posible de estas bajo su bandera. Un movimiento en lugar de un partido político, buscó estar por encima de la política de partidos y, en cambio, alentar una renovación del estilo de vida alemán desde una perspectiva anticapitalista. El signo de batalla del grupo fue la esvástica, lo que convirtió a la Liga en uno de los primeros movimientos Völkisch en utilizar el símbolo. El documento fundador de El Martillo fue el libro de Willibald Hentschel, Varuna, que predicó la pureza racial y el antisemitismo.
Una organización hermana, la Germanenorden, también apareció en 1912 bajo Fritsch, aunque era un grupo clandestino para miembros destacados de la sociedad que deseaban trabajar en secreto en lugar de la Liga, que estaba abierta. La Liga en sí estaba cerca del ocultismo de la Sociedad Guido von List, ya que entre sus miembros fundadores se encontraban los activistas de la Sociedad de List Philipp Stauff, Eberhard von Brockhusen y Karl August Hellwig. Fue Hellwig quien redactó la constitución del grupo y quien ejerció un control efectivo en los primeros días de la Liga.
Dieron la bienvenida al estallido de la Primera Guerra Mundial como una oportunidad para desterrar la suavidad de Alemania y devolver al país a sus raíces duras y militaristas. A partir de 1914, el grupo asumió un papel principal en la recopilación de evidencias anecdóticas relacionadas con la participación de los judíos en el esfuerzo de guerra alemán, gran parte de la cual más tarde formó la base de la leyenda de la puñalada por la espalda.
En 1919, el grupo, a instancias del amigo de Roth Fritsch, Alfred Roth, se fusionó en la Deutschvölkischer Schutz und Trutzbund como parte de su política continua de formar un movimiento antisemita general.